# Коробов Антон Сергійович
Анто́н Сергі́йович Ко́робов (25 червня 1985, Кемерово) — український шахіст, майстер спорту України міжнародного класу, міжнародний гросмейстер (2003). Чотириразовий чемпіон України із шахів 2002, 2012, 2018, 2020 років.
 У складі збірної України переможець чемпіонату Європи 2021 року, срібний призер шахової олімпіади 2016 року та бронзовий командного чемпіонату світу 2013 року.
Закінчив Харківський університет (факультет іноземних мов).
Його рейтинг станом на січень 2025 року — 2627 (116-те місце у світі, 5-те в Україні).

## Досягнення
Чемпіон України 2002, 2012, 2018, 2020 років.

Віце-чемпіон України 2004 та 2016 років.

Бронзовий призер чемпіонату України 2006, 2008, 2013, 2014 років.

Чемпіон Європи з бліцу 2013 року.

Переможець Всесвітніх інтелектуальних ігор 2019 року (швидкі шахи), срібний призер (блискавичні шахи)

Срібний призер I Всесвітніх інтелектуальних Ігор 2008 (швидкі шахи).

Срібний призер I Всесвітніх інтелектуальних Ігор 2008 року (швидкі шахи — команда).

Срібний призер II Всесвітніх інтелектуальних Ігор 2017 (баскські шахи)

Бронзовий призер I Всесвітніх інтелектуальних Ігор 2008 року (блискавичні шахи — команда).

Срібний призер шахової олімпіади 2016 року.

Бронзовий призер командного чемпіонату світу 2013 року.
Антон Коробов двічі отримав приз «Шаховий гетьман» (у 2012 та 2018 роках), який щорічно вручається найкращому шахістові України.
Чемпіон Європи 2021 року в складі збірної команди України.

## Кар'єра

### 2013
У серпні 2013 року дійшов до чвертьфіналу кубка світу ФІДЕ, де поступився переможцеві турніру Володимиру Крамнику з рахунком ½-1½ очка.
У грудні 2013 року Антон Коробов у складі збірної України став бронзовим призером командного чемпіонату світу, що проходив в турецькому курортному місті Анталья. Крім того, набравши 5½ очок з 8 можливих (+4=3-1), Антон посів 1-е місце серед шахістів, які виступали на другій шахівниці (турнірний перформанс склав 2801 очко).
Наприкінці грудня Коробов переміг на чемпіонаті Європи з бліцу, який відбувався в Варшаві. Набравши 18½ очок з 22 можливих, Антон випередив найближчих переслідувачів француза Владислава Ткачьова та поляка Томаша Сочко на 1½ очка.

### 2014
У січні 2014 року Антон виграв етап Гран-прі Кубку Росії з рапіду, що проходив в Таганрозі. Набравши 8½ з 11 можливих очок, Коробов випередив за додатковими показниками росіян Бочарова та Смирнова, а також Володимира Онищука з Івано-Франківська.
У березні 2014 року з результатом 7 очок з 11 можливих (+6-3=2) Коробов посів лише 46 місце на 15-му чемпіонаті Європи, що проходив в Єревані.
У червні 2014 року в Дубаї Антон Коробов з результатом 6½ очок з 15 можливих (+5-7=3), посів 84 місце на чемпіонаті світу з рапіду , та з результатом 12½ з 21 можливого очка (+12-8=1) посів 16 місце на чемпіонаті світу з бліцу.
У серпні 2014 року виступаючи на 4-й шахівниці в Шаховій олімпіаді, що проходила в Тромсе, Коробов набрав 4½ очок з 7 можливих (+3-1=3), а збірна України посіла 6 місце серед 177 країн.
У листопаді 2014 року набравши 6½ очок з 11 можливих (+3-1=7), Антон завоював бронзову нагороду чемпіонату України, що проходив у Львові.
У грудні 2014 року посів 7 місце на чемпіонаті Європи з швидких шахів та 9 місце на чемпіонаті Європи з бліцу, що проходили у Вроцлаві. Результат Антона 9 очок з 11 можливих (+8-1=2) у швидких шахах та 16½ з 22 можливих у бліці.

### 2015
У лютому 2015 року, набравши 7 очок з 9 можливих (+6-1=2), Антон посів 2 місце на етапі Кубка Росії «Moscow-Open 2015 A»..
У березні 2015 року з результатом 7½ очок з 11 можливих (+6-2=3) посівши 6 місце на чемпіонаті Європи, зумів кваліфікуватися на Кубок світу ФІДЕ 2015 року.
У квітні 2015 року, набравши 5½ очок з 9 можливих (+3-1=5), посів 10 місце на турнірі «Аерофлот опен».
У червні 2015 року розділив 1-3 місця (за додатковим показником — 2 місце) з Михайлом Олексієнком та Самвелом Тер-Саакяном на турнірі «Меморіал Карена Асряна», що проходив в м.Джермук. Результат Антона 7 очок з 9 можливих (+6-1=2), турнірний перфоманс — 2698 очка.
У вересні 2015 року на кубку світу ФІДЕ вилетів у другому колі поступившись Дмитру Андрєйкіну з рахунком ½ на 1½ очка.
У жовтні 2015 року разом з Віорелем Бологаном став переможцем 16-го міжнародного турніру ім. А.Карпова, що проходив у Пойковському. Результат Антона 6 очок з 9 можливих (+4-1=4), турнірний перфоманс — 2789 очок. У тому ж місяці на чемпіонаті світу зі швидких та блискавичних шахів, що проходив у Берліні, посів:
 — 17 місце на турнірі зі швидких шахів, набравши 9½ з 15 очок (+9-5=1),
 — 20 місце на турнірі з блискавичних шахів, набравши 13 з 21 очка (+10-5=6).
У грудні, набравши 5½ очок з 9 можливих (+4-2=3), посів 31 місце на опен-турнірі «Qatar Masters Open 2015».

### 2016
У квітні 2016 року набравши 5½ з 9 можливих очок (+4-2=3) посів лише 55-е місце на турнірі «Dubai Open 2016», що проходив в Дубай.
У травні 2016 року з результатом 6½ очок з 11 можливих (+3-1=7) посів лише 61 місце на чемпіонаті Європи, що проходив у місті Джяковіца (Косово).
У липні 2016 року Коробов вдруге поспіль став переможцем 17-го міжнародного турніру ім. А.Карпова, що проходив у Пойковському. Результат Антона 6 очок з 9 можливих (+4-1=4), турнірний перформанс — 2802 очок.
У вересні 2016 року в складі збірної України став срібним призером шахової олімпіади, що проходила в Баку. Набравши 7 очок з 9 можливих (+6-1=2), Антон посів 9-е місце серед шахістів, які виступали на 4-й шахівниці.
У жовтні 2016 року посів 1 місце за підсумками опен -турніру з класичних шахів «Corsica Maestriті» (+5-0=4) та дійшов до півфіналу турніру зі швидких шахів, де поступився Максиму Ваш'є-Лаграву.
У листопаді 2016 року в складі команди «Сибір» посів 6 місце на клубному чемпіонаті Європи, що проходив у місті Новий Сад (Сербія). Його результат 5 з 6 можливих очок (+4-0=2) став найкращим (разом з Олександром Моїсеєнком) на п'ятій шахівниці.
У грудні 2016 року з результатом 7 очок з 11 можливих (+4-1=6) став срібним призером 85-го чемпіонату України.
Наприкінці грудня 2016 року на чемпіонаті світу зі швидких та блискавичних шахів, що проходив у м. Доха (Катар), Антон посів:
 — 14-те місце на турнірі зі швидких шахів, набравши 9 з 15 очок (+7-4=4),
 — 8-ме місце на турнірі з блискавичних шахів, набравши 13 з 21 очка (+9-4=8).

### 2017
У квітні 2017 року Коробов посів 3-тє місце на 18-му міжнародному турніру ім. А.Карпова, що проходив у Пойковському. Результат Антона 6 очок з 9 можливих (+5-2=2).
У червні 2017 року зі збірною України посів 6-те місце на командному чемпіонаті світу, що проходив у Ханти-Мансійську. Набравши 2½ очка з 7 можливих (+0=5-2), Антон показав лише 9-й результат серед шахістів які виступали на другій шахівниці.
У грудні 2017 року виступаючи на Других Елітних Інтелектуальних Іграх IMSA (Хуаянь, Китай) посів:
 — 6-те місце на турнірі зі швидких шахів, набравши 3½ очки з 7 можливих (+2-2=3),
 — 11-те місце на турнірі з блискавичних шахів, набравши 7 очок з 22 можливих (+5-13=4),
 — 2-ге місце на турнірі з «баску», набравши 6½ очок з 10 можливих (+5-2=3).

### 2018
У січні 2018 року з результатом 8 з 13 можливих (+5-2=6) Коробов посів друге місце на турнірі 16 категорії (Група В), що проходив у Вейк-ан-Зеє.
На початку березня 2018 року розділив 4-10 місця на турнірі Аерофлот опен, що проходив у Москві. Результат Антона 6 очок з 9 можливих (+4=4-1).
Наприкінці березня, набравши 8 очок з 11 можливих, Коробов поділив 2-8 місця на особистому чемпіонаті Європи серед чоловіків у Батумі (Грузія).
У грудні 2018 року втретє став переможцем чемпіонату України з шахів, що проходив у Києві. Набравши 5½ очок з 9 можливих (+4-2=3), Антон на ½ очка випередив Юрія Кузубова та Руслана Пономарьова, відповідно срібного та бронзового призерів.

### 2019
У січні 2019 року розділив 5-6 місця у турніру «В» Tata Steel Chess, що проходив у Вейк-ан-Зеє. Результат Коробова 7½ очок з 13 (+3-1=9).
У квітні 2019 року Антон Коробов став лауреатом нагороди «Шаховий гетьман», як найкращий шахіст України у 2018 році. Це його друга нагорода, вперше найкращим шахістом України Коробова визнавали у 2012 році. У травні Коробов виграв турнір зі швидких шахів IMSA World Masters (Всесвітні інтелектуальні ігри) в Китаї з результатом 8½ з 11 очок.
У вересні 2019 року на кубку світу ФІДЕ поступився у другому колі Ле Куанг Льєму з рахунком ½ на 1½ очка.
У жовтні 2019 року Коробов з результатом 6 очок з 11 можливих (+1-0=10) посів 56-те місце на турнірі «Grand Swiss ФІДЕ 2019», що проходив на острові Мен.
У листопаді 2019 року посів 5-те місце на шостому етапі Grand Chess Tour 2019, що проходив у форматі швидких та блискавичних шахів. При цьому став переможцем турніру зі швидких шахів..
У грудні 2019 року набравши 8½ очко з 10 можливих (+7-0=3) став переможцем турніру «VI Sunway Sitges Open», що проходив у Барселоні. Турнірний перформенс Коробова склав 2845 очок.
Наприкінці грудня чемпіонаті світу зі швидких та блискавичних шахів, що проходив у Москві, Антон посів:
 — 9-те місце у турнірі зі швидких шахів, набравши 10 з 15 очок (+7-2=6),
 — 51-ше місце у турнірі з блискавичних шахів, набравши 12 очок з 21 можливого (+9-6=6).

## Результати виступів у чемпіонатах України

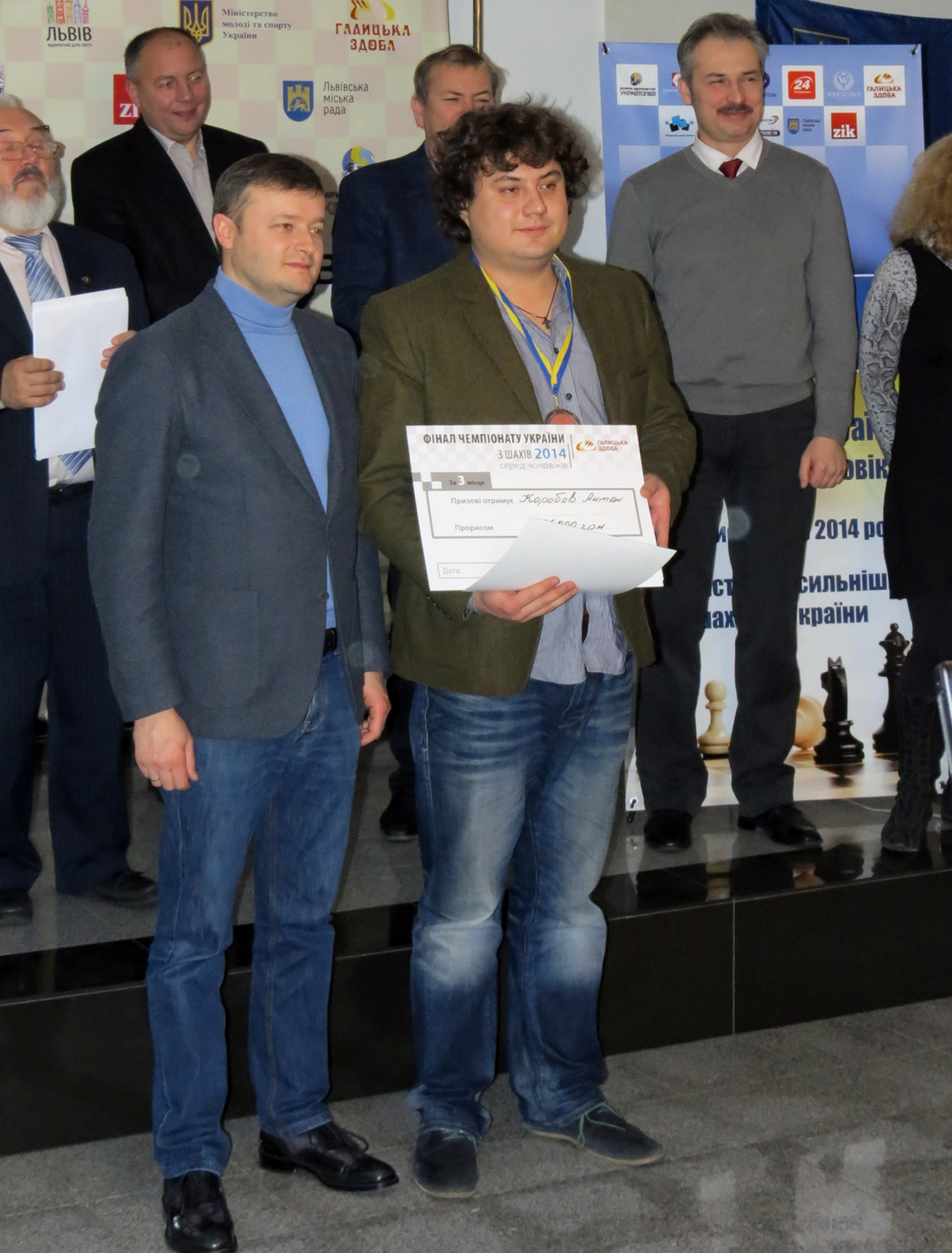
Антон Коробов — бронзовий призер 83-го чемпіонату України

За період з 2001 по 2020 рік Антон Коробов взяв участь в 13-ти фінальних турнірах чемпіонатів України, набравши при цьому 77½ очка зі 124 можливих (+49-18=57).

Антон Коробов 10 разів був призером першості України: 4 золоті, 2 срібні та 4 бронзові нагороди. 
| Рік  | Місто    | Турнір                 | + | − | = | Результат | Місце  |
| ---- | -------- | ---------------------- | - | - | - | --------- | ------ |
| 2001 | Покров   | 70-й чемпіонат України | 3 | 3 | 3 | 4½ з 9    | 14-17  |
| 2002 | Алушта   | 71-й чемпіонат України | 6 | 0 | 3 | 7½ з 9    | Gold   |
| 2004 | Харків   | 73-й чемпіонат України | 5 | 2 | 3 | 6½ з 10   | Silver |
| 2005 | Рівне    | 74-й чемпіонат України | 2 | 1 | 1 | 2½ з 4    | 1/8    |
| 2006 | Полтава  | 75-й чемпіонат України | 2 | 2 | 6 | 5 з 10    | Bronze |
| 2008 | Полтава  | 77-й чемпіонат України | 4 | 1 | 4 | 6 з 9     | Bronze |
| 2011 | Київ     | 80-й чемпіонат України | 2 | 4 | 5 | 4½ з 11   | 9      |
| 2012 | Київ     | 81-й чемпіонат України | 5 | 0 | 6 | 8 з 11    | Gold   |
| 2013 | Київ     | 82-й чемпіонат України | 4 | 1 | 6 | 7 з 11    | Bronze |
| 2014 | Львів    | 83-й чемпіонат України | 3 | 1 | 7 | 6½ з 11   | Bronze |
| 2016 | Рівне    | 85-й чемпіонат України | 4 | 1 | 6 | 7 з 11    | Silver |
| 2018 | Київ     | 87-й чемпіонат України | 4 | 2 | 3 | 5½ з 9    | Gold   |
| 2020 | Омельник | 89-й чемпіонат України | 5 | 0 | 4 | 7 з 9     | Gold   |

## Статистика виступів у складі збірної України
За період 2013—2024 роки Антон Коробов зіграв за збірну України у 9-ти турнірах.
 В активі Антона перемога на командному чемпіонаті Європи 2021 року, срібло шахової олімпіади 2016 року та бронза командного чемпіонату світу 2013 року, а також дві індивідуальні золоті нагороди. 

Загалом у складі збірної України Антон Коробов зіграв 70 партій, в яких набрав 45 очок (+29=32-9), що становить 64,3 % від числа можливих очок.
| Рік  | Турнір           | Місто           | Збірна  | Шахівниця | Рейтинг | + | = | − | Результат | % очок | Турнірний рейтинг | Командне місце | Особисте місце |
| ---- | ---------------- | --------------- | ------- | --------- | ------- | - | - | - | --------- | ------ | ----------------- | -------------- | -------------- |
| 2013 | чемпіонат світу  | Анталія         | Україна | 2         | 2713    | 4 | 3 | 1 | 5½ з 8    | 68,7   | 2801              | Bronze         | Gold           |
| 2014 | шахова олімпіада | Баку            | Україна | 4         | 2680    | 3 | 3 | 1 | 4½ з 7    | 64,3   | 2579              | 6              |                |
| 2015 | чемпіонат Європи | Рейк'явік       | Україна | 4         | 2709    | 2 | 5 | 0 | 4½ з 7    | 64,3   | 2693              | 5              | 8              |
| 2016 | шахова олімпіада | Баку            | Україна | 4         | 2675    | 6 | 2 | 1 | 7 з 9     | 77,8   | 2771              | Silver         | 9              |
| 2017 | чемпіонат світу  | Ханти-Мансійськ | Україна | 2         | 2711    | 0 | 5 | 2 | 2½ з 7    | 35,7   | 2533              | 6              | 9              |
| 2018 | шахова олімпіада | Батумі          | Україна | резерв    | 2685    | 5 | 3 | 0 | 6½ з 8    | 81,3   | 2773              | 10             | Gold           |
| 2021 | чемпіонат Європи | Чатеж-об-Саві   | Україна | 1         | 2684    | 2 | 5 | 0 | 4½ з 7    | 64,2   | 2771              | Gold           | 6              |
| 2022 | шахова олімпіада | Ченнай          | Україна | 1         | 2692    | 2 | 3 | 3 | 3½ з 8    | 43,8   | 2498              | 29             |                |
| 2024 | шахова олімпіада | Будапешт        | Україна | 4         | 2650    | 5 | 3 | 1 | 6½ з 9    | 72,2   | 2711              | 16             | 5              |